# Libnotes flavipalpis
Libnotes flavipalpis är en tvåvingeart som beskrevs av Edwards 1926. Libnotes flavipalpis ingår i släktet Libnotes och familjen småharkrankar. Inga underarter finns listade i Catalogue of Life.